# 楊秉
楊 秉（よう へい、92年 - 165年）は、後漢の学者・官僚・政治家。字は叔節。本貫は弘農郡華陰県。

## 経歴
楊震の三男として生まれた。若くして父の学業を伝えられ、『京氏易』に明るかった。書伝に広く通じ、隠居して学問を教授した。四十数歳になって司空の召しに応じ、侍御史に任じられた。豫州・荊州・徐州・兗州の刺史を歴任し、任城国の相に転じた。俸禄以外の金を受け取ろうとせず、清廉なことで知られた。
桓帝が即位すると、楊秉は宮中に召し出されて『尚書』を講義し、太中大夫・左中郎将に任じられ、侍中・尚書に転じた。桓帝があるときお忍びで河南尹の梁胤の府舎に幸したが、この日に大風で樹が抜け、昼に暗くなる怪事があった。楊秉は上疏して桓帝を諫めたが、桓帝は聞き入れなかった。楊秉は病のため引退を願い出て、右扶風として出向した。太尉の黄瓊は楊秉が朝廷を去るのを惜しみ、外任に置くのはよろしくないと上書して、このため楊秉は光禄大夫に任じられた。このとき大将軍の梁冀が専権をふるっていたため、楊秉は病を称した。159年（延熹2年）、梁冀の死後、楊秉は太僕に任じられ、太常に転じた。
160年（延熹3年）、白馬県令の李雲が桓帝を諫めて罪を受けると、楊秉は李雲を弁護したことから、免官されて郷里に帰った。その年の冬、洛陽に召還されて河南尹に任じられた。先立って中常侍の単超の弟の単匡が済陰太守となり、不正に財産を蓄えた罪で兗州刺史の第五種の弾劾を受けた。単匡は捕らえられて洛陽の獄にあったが、脱獄して逃亡してしまった。楊秉はその責任を問われて免官され、労役に服した。後に赦免された。
泰山太守の皇甫規らが楊秉の忠正を訴え、任用を求めた。桓帝は楊秉を召し出そうとしたが、楊秉は病と称して行かなかった。御史が楊秉の不敬を弾劾したが、尚書令の周景と尚書の辺韶が楊秉を弁護した。桓帝が再び楊秉を召し出すと、楊秉は洛陽に赴き、太常に任じられた。
162年（延熹5年）冬、劉矩に代わって太尉となった。この頃、宦官の子弟で地方官になっている者が多く、不正をおこなう者も多かった。楊秉は司空の周景とともにかれらを粛清するよう求め、桓帝に聞き入れられた。匈奴中郎将の燕瑗や青州刺史の羊亮や遼東太守の孫諠ら五十数人が処分された。
164年（延熹7年）、桓帝が南巡すると、楊秉は帝に侍従した。南陽太守の張彪は帝の即位以前からの旧交があり、帝の車駕がやってくると、私的に帝と馴れ合った。楊秉はこのことを聞くと、荊州刺史を譴責する文書を下し、さらに桓帝に上疏して諫めた。
ときに中常侍の侯覧の弟の侯参が益州刺史となり、不正な蓄財を重ね、州で暴政を布いていた。165年（延熹8年）、楊秉が侯参を弾劾すると、侯参は恐れて自殺した。さらに楊秉が侯覧と具瑗を糾弾する上奏をおこなうと、桓帝は侯覧を罷免し、具瑗の封国を削った。
楊秉は飲酒せず、早くに夫人を失ったが再婚しなかった。楊秉は「我に三不惑あり。酒・色・財なり」といった。5月丙戌、死去した。享年は74。
子に楊賜があった。

## 伝記資料
- 『後漢書』巻54 列伝第44